# Jeff Weiss
Jeffrey George Weiss (* 30. April 1940 in Reading, Pennsylvania; † 18. September 2022 in Macungie, Lehigh County, Pennsylvania) war ein US-amerikanischer Schauspieler und Dramatiker.

## Leben
Weiss wurde in Reading geboren und wuchs in Allentown im US-Bundesstaat Pennsylvania mit seinen Eltern, zwei Brüdern und einer Schwester auf. Sein Vater Benjamin Weiss arbeitete als Handelsvertreter von Zementunternehmen, seine Mutter Helen Eagle war Hausfrau. Der Sohn seines Bruders Stephen Weiss ist der Schauspieler Jonathan Taylor Thomas.
Bereits in seiner Kindheit begann er Bühnenstücke zu schreiben und verließ die Schule im Alter von 16 Jahren, um kurze Zeit später seine Karriere in New York City zu beginnen.
1997 zog Weiss zusammen mit seinem Lebensgefährten, dem Künstler und Produzenten Carlos Ricardo Martinez aus New Mexico, nach Allentown zurück, um in der Nähe seiner alternden Mutter zu leben. Als sein Partner an der Parkinson-Krankheit erkrankte, pflegte er diesen bis zu seinem Tod im Jahr 2017. Vereinzelt kehrte er nach New York City zurück, wo er in begrenztem Umfang in Bühnenproduktionen auftrat.
Weiss verstarb im Alter von 82 Jahren an den Folgen von Prostatakrebs. Er wurde von seinem Bruder überlebt.

## Karriere
Weiss war ein wichtiges Mitglied der aufkeimenden experimentellen Theaterszene der 1960er Jahre und spielte sowohl am Broadway als auch Off-Broadway und schrieb eigene Bühnenstücke. Der La MaMa Experimental Theatre Club (kurz „La MaMa“) und das Caffe Cino in New York City waren für viele Jahre seine Stammbühnen.
Erste Auftritte hatte er 1964 in Robert Sealys Bühnenstücken Waiting Boy und Prevarications im La MaMa. 1966 trat Weiss in seinem eigenen Stück A Funny Walk Home im Caffe Cino auf, las für die Thunderbird American Indian Dancers in Louis Mofsies Three Mask Dances und spielte in Jean Reaveys Window. Im selben Jahr führte sein Partner Martinez Regie bei Weiss’ eigenem Ein-Personen-Stück And That’s How the Rent Gets Paid.
1967 spielte Weiss an der Seite von Mary Boylan in H.M. Koutoukas’ When Clowns Play Hamlet. Ebenfalls 1967 spielte er in einer Produktion von Jeff Laffels There Should be Violins and The Sunday Caller, bei der er auch Regie führte. Zwischen 1967 und 1968 war er erstmals am Broadway zu sehen in Spofford.
Im Januar 1969 führte sein Partner Martinez Regie bei einer Produktion von Weiss’ International Wrestling Match: An Old Testament Morality Play in Two Vengeful Acts (dt. Ein alttestamentarisches Moralstück in zwei Racheakten). Im April desselben Jahres spielte Weiss in Julie Bovassos Gloria and Esperanza.
Ein Stück, das Weiss für Kinder geschrieben hatte und das 1972 uraufgeführt wurde, war Locomotive Munch. Im April 1973 folgte der zweite Teil seines Bühnenstücks von 1964: That’s How the Rent Gets Paid, Part Two. Im November folgte sein Stück Pushover.
1979 führte er bei seinem Bühnenstück Dark Twist Regie und spielte in And That’s How the Rent Gets Paid, Part 3 an der Seite von Nicky Paraiso.
Mitglieder der Wooster Group, darunter Willem Dafoe, Kate Valk und Ron Vawter, spielten zusammen mit Weiss in And That’s How the Rent Gets Paid, Part IV, dass im Jahr 1984 aufgeführt wurde; das Stück trug den Beinamen The Confessions of Conrad Gerhardt. In Allentown überarbeitete er das Stück im selben Jahr und führte es zusammen mit Nicky Paraiso, Dorothy Cantwell und einer Gruppe lokaler Schauspieler auf, bevor er die neue Version in der „Performing Garage“ der Wooster Group in New York wiederaufführte.
Der Hollywood-Schauspieler Kevin Kline freundete sich mit Weiss an, nachdem er eines seiner Bühnenstücke gesehen hatte. Er war es, der Weiss an den Broadway zurückbrachte und neben ihm in Hamlet spielte, in dem Weiss als Geist, Spielerkönig und Osric auftrat. Es folgte eine späte, aber erfolgreiche Karriere auf den großen Bühnen des Broadway und Off-Broadway und er wurde, bis zu seiner Pensionierung im Jahr 2003, eine feste Größe des New Yorker Theaterbetriebs. Zu dieser Zeit war Weiss Mitglied der Schauspielergewerkschaft Actors Equity.
Es folgten Auftritte in The Front Page mit John Lithgow und Richard Thomas, Macbeth mit Glenda Jackson und Christopher Plummer, Our Town, Mastergate, The Real Inspector Hound sowie The Fifteen Minute Hamlet, Face Value, Carousel, The Play’s the Thing, Present Laughter mit Frank Langella, Ivanov, erneut mit Kline Kline, The Iceman Cometh mit Kevin Spacey, The Invention of Love, Mr. Peters’ Connections, Flesh and Blood mit Cherry Jones und Henry IV mit Ethan Hawke, Audra McDonald und seinem Schauspielkollegen und Freund Kevin Kline.
Weiss wurde auch für seine Auftritte in regionalen Produktionen von A Midsummer Night’s Dream, Coriolanus, A Christmas Carol, Harvey, Molieres The Bungler und der Weltpremiere von Arthur Millers Reservation Blues gefeiert.
In der Spielzeit 1991–1992 gewann Weiss einen Obie Award für sein Stück Hot Keys, das bei den Naked Angels aufgeführt wurde. 2012 steuerte Weiss Szenen zu Peter Schmidts The Teddy Bear Awards bei und trat – per Tonbandaufzeichnung – darin als Sprecher auf. 2015 produzierte „The Kitchen“ eine Wiederaufnahme von And That’s How the Rent Gets Paid.
Mit seinem Lebensgefährten Carlos Ricardo Martinez führte er zu Beginn seiner Karriere das Good Medicine and Company-Theater an der Lower East Side in East Village als Impresario. Das Dinnertheater hatte lediglich zehn Plätzen und zuerst keinen Strom, sodass Besucher die Bühne mit mitgebrachten Taschenlampen ausleuchten mussten. Martinez bereitete das Essen für die Gäste, während Weiss auf der Bühne stand – die Einnahmen deckten meist nur die laufenden Kosten.
Weiss war auch vereinzelt vor der Kamera zu sehen, so in Folgen der Fernsehserien Law & Order und Der Equalizer sowie in den Filmen Interstate 84, Mr. Destiny und Vanilla Sky. In dem Kurzfilm Maestro von Alex Zamm aus dem Jahr 1987 war er der Solodarsteller.
Im deutschen Sprachraum wurde Weiss unter anderem von Friedrich Georg Beckhaus, Gernot Duda, Erich Ludwig, Hans Nitschke und Thomas Rauscher synchronisiert.

## Auszeichnungen
- 1967: Obie Award in der Kategorie „Special Citations“ für And That’s How The Rent Gets Paid
- 1967: Joseph Cino Memorial Award für A Funny Walk Home
- 1975: Guggenheim-Stipendium für Creative Arts, Vereinigte Staaten und Kanada
- 1980: Obie Award in der Kategorie „Playwriting“ für And That’s How The Rent Gets Paid, Part Three
- 1992: Obie Award in der Kategorie „Special Citations“ für Hot Keys
- 2000: Robert Chesley Award

## Filmografie (Auswahl)
- 1968: The Edge
- 1987: Maestro (Kurzfilm)
- 1989: Der Equalizer (Fernsehserie)
- 1989: Great Performances (Fernsehserie)
- 1989: American Blue Note
- 1990: Mr. Destiny
- 1990: Judgment (Fernsehfilm)
- 1992: The Paint Job
- 2000: Interstate 84
- 2001: Vanilla Sky
- 1994–2005: Law & Order (Fernsehserie)

## Theater (Auswahl)
- 1967–1968: Spofford (ANTA Playhouse, Broadway, New York City)[7][8]
- 1986: The Front Page (Vivian Beaumont Theater, Broadway, New York City)[8]
- 1988: Macbeth (Mark Hellinger Theatre, Broadway, New York City)[8]
- 1988: Our Town (Lyceum Theatre, Broadway, New York City)[8]
- 1989: Mastergate (Criterion Center Stage Right, Broadway, New York City)[8]
- 1992: The Real Inspector Hound (Criterion Center Stage Right, Broadway, New York City)[8]
- 1992: The Fifteen Minute Hamlet (Criterion Center Stage Right, Broadway, New York City)[8]
- 1993: Face Value (Cort Theatre; ausschließlich acht Vorpremieren)[1]
- 1994: Carousel (Vivian Beaumont Theater, Broadway, New York City)[8]
- 1995: The Play’s The Thing (Criterion Center Stage Right, Broadway, New York City)[8]
- 1996: Present Laughter (Walter Kerr Theatre, Broadway, New York City)[8]
- 1997: Ivanov (Vivian Beaumont Theater, Broadway, New York City)[8]
- 1999: The Iceman Cometh (Brooks Atkinson Theatre, Broadway, New York City)[8]
- 2001: The Invention of Love (Lyceum Theatre, Broadway, New York City)[8]
- 2002: Resurrection Blues (Guthrie Theater, Minneapolis, Minnesota)[1]
- 2003: Henry IV (Vivian Beaumont Theater, Broadway, New York City)[8]